# Andrés Kogovsek
Andrés Kogovsek (* 7. Januar 1974 in San Isidro) ist ein argentinischer Handballspieler.
Der 1,89 m große Rechtsaußen spielte in seiner Heimat für Sociedad Alemana de Gimnasia de Villa Ballester, bevor er in die spanische Liga ASOBAL zu Club Balonmano Antequera wechselte. Aktuell lässt „Cogote“ („der Kojote“) seine Karriere bei seinem Stammverein ausklingen. In Argentinien war er Spieler des Jahres 2000, 2002 und 2012, 2015 und 2017 wurde er argentinischer Meister.
Der Linkshänder war langjähriger Kapitän der argentinischen Nationalmannschaft und führte sie zu den Weltmeisterschaften 2001, 2003, 2005, 2009 und 2011 sowie den Olympischen Spielen 2012, nach denen er seine internationale Karriere beendete. Er gewann mit Argentinien bei den Panamerikanischen Spielen 2011 Gold, 2003 Silber, 1999 und 1995 Bronze. Die Panamerikameisterschaft gewann er 2000, 2002, 2004, 2010 und 2012. Er bestritt 222 Länderspiele, in denen er 470 Tore erzielte.
Andrés Kogovsek ist verheiratet und hat zwei Kinder.